# Амаларих
Амаларих (погиб в 531) — король вестготов в 511—531 годах.
Сын Алариха II и Тиудигото, дочери Теодориха Великого. Последний правитель вестготов из династии Балтов.

## Биография

### Война с франками и бургундами
В 507 году вестготское королевство было разгромлено союзными войсками франков и бургундов в битве при Вуйе. Король Аларих II пал в бою, а пятилетний Амаларих, видимо, был укрыт вместе с частью вестготских сокровищ в крепости Каркасон. Франки осадили крепость, но взять её так и не смогли. В это время вестготским королём был провозглашён единокровный брат Амалариха Гезалех, сын Алариха от наложницы.
В 508 году на помощь Амалариху явилось сильное остготское войско во главе с герцогами Иббой, Маммо и Тулуином, посланное его дедом Теодорихом Великим. Оно сняло блокаду с Каркасона, деблокировало Арль и удержало франков от дальнейших завоеваний и спасло часть вестготских владений в южной Галлии. После чего Теодорих обратился против Гезалеха. Последний был разгромлен в сражении в окрестностях Барселоны, бежал и вскоре был убит. После этого никаких препятствий ни для Амалариха, ни для его деда в вестготской среде больше не возникало.

### Вестготы под властью Теодориха Великого

#### Теодорих становится опекуном Амалариха
Теперь государство вестготов оказалось под верховной властью остготского короля. «Сарагоская хроника» под 513 годом отмечает, что Теодорих стал править в Испании в качестве опекуна Амалариха. С другой стороны, и Исидор Севильский, и «Хроника вестготских королей» пишут, что Теодорих правил в Испании 15 лет. Власть над вестготами остготский король фактически удерживал до своей смерти в 526 году. Таким образом, все эти источники дают приблизительно одно время — 513 или может быть 512/511 года, когда Теодорих утвердил своего внука в качестве официального короля, а себя — как фактического правителя. Исидор прямо говорит, что власть в Испании Теодорих получил только после уничтожения Гезалеха. Известно, что с Гезалехом воевал остготский герцог Ибба, посланный туда Теодорихом, и, можно предположить, что первое время он там и распоряжался. После смерти Гезалеха было устранено последнее легальное препятствие, и в таких условиях признать Амалариха королём, а Теодориха — опекуном уже не составило труда.

#### Неограниченность власти Теодориха над вестготами

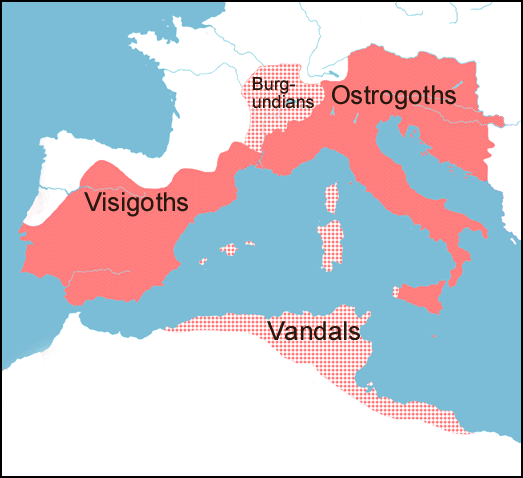
Распространение власти Теодориха и на вестготов

В науке также бытует мнение, что Теодорих был не только фактическим правителем, но и официально носил титул вестготского короля.
То, что Теодорих Великий был фактическим и юридическим правителем вестготского королевства, подтверждается списками вестготских королей, в которых Теодориху отводится 15 лет правления (511—526), а его внуку Амалариху — 5 лет (526—531). Не вполне понятно юридическое обоснование правления Теодориха. В данном случае не может идти речи об опекунстве, как предполагает Прокопий Кесарийский, так как законным королём тогда считался бы Амаларих. Но он был провозглашен королём только после смерти деда в 526 году, хотя по вестготским законам он имел право приступать к управлению государством с 15 лет, то есть примерно с 517 года. Стремление к как можно более тесному слиянию остготского и вестготского государств проявилось и в том, что Теодорих Великий приказал перевести из Каркассона в Равенну часть королевской сокровищницы, не попавшую в руки франков.
Не вполне ясно, какие мотивы побудили Теодориха Великого унизить своего внука и подчинить себе родное королевство Амалариха. Вероятно, после того, как его политика равновесия пала под ударами франков в 507 году, он захотел расширить сферу своей власти. Возможно, конечной целью Теодориха было образование готской сверхдержавы и восстановление единства остготов и вестготов. И на самом деле оба племени тогда объединились в одно. Действительно, в том, что Теодорих реально правил в Испании, ни в его время, ни в последующие годы никто не сомневался. По годам его правления датированы собиравшиеся в то время провинциальные соборы испанских церквей. О его правлении писал Исидор Севильский. Соответствующее место его «Истории» передано в рукописях в двух редакциях: в одной сказано, что Теодорих «управлял королевством Испании 15 лет», а в другом — «правил в Испании 15 лет». Однако, ни в том, ни в другом случае это правление не связывается жёстко с королевским титулом. Что же касается церковных соборов, то они могли датироваться годами фактического правителя. С другой стороны, «Сарагоская хроника» пишет, что Теодорих правил в Испании 15 лет, осуществляя опеку над малолетним Амаларихом. И «Хроника вестготских королей» пишет, что Теодорих не просто правил, а опекал своего внука Амалариха. Стоит всё же признать, что официального королевского титула по отношению к Вестготскому королевству Теодорих не имел, а являлся лишь опекуном своего внука, что, конечно же, не мешало его фактическому правлению в Испании и Септимании.

#### Лица, осуществлявщие руководство вестготами от имени Теодориха
Сам Теодорих не покидал Италию, да и вообще за всё время своего опекунства ни разу в Испании не был. Он послал туда двух консулов, как их называет «Хроника вестготских королей», один из которых — Лиувирит — был готом, имевшим титул графа, а другой — Ампелий — римлянином и сенатором. Затем в Испанию был послан оруженосец Теодориха Теудис. Взаимоотношения между всеми этими лицами нам не известны.
Возможно, что Лиувирит и Ампелий занимались гражданскими делами, а Теудис командовал армией. Прокопий Кесарийский прямо говорит, что он был послан в качестве начальника войска. Такое положение сохранялось довольно долго. Ещё в 20-е годы VI века Ампелий и Лиувирит являлись ответственными и за отсылку зерна в Италию, и за надзор за сборщиками налогов, и за соблюдение мер и весов. Что касается Теудиса, то Иордан называет его «защитником, опекуном» Амалариха; видно, что Теодорих доверял ему лично.

#### Меры Теодориха по слиянию двух готских народов
Каков бы ни был официальный титул Теодориха в Испании, он в своих отношениях с новыми владениями не стеснялся. На вестготские территории были распространены налоги, которые в Италии платили остготскому королю. Испания ежегодно должна была поставлять в Италию и особенно в Рим продовольствие, как это было во времена существования Римской империи. От своих представителей в Испании Теодорих требовал соблюдения его римских законов, независимо от того, совпадали ли они с вестготскими законами. С другой стороны, Теодорих, став фактически правителем обоих готских народов, стремился восстановить старое племенное единство. И лучшим средством для этого он считал смешанные браки. Поэтому таким бракам Теодорих всячески покровительствовал.

### События после смерти Теодориха Великого

#### Амаларих получает всю полноту власти
Теодорих Великий умер в 526 году, и после его смерти тесная связь между двумя ветвями готского племени прервалась вновь. Исидор Севильский писал, что Теодорих ещё при своей жизни сделал Амалариха полновластным королём. Однако гораздо вероятнее, что полностью самостоятельно Амаларих стал править только уже после смерти своего деда. Амаларих и Аталарих (от имени последнего выступала Амаласунта) договорились о возвращении вестготской казны из Равенны и о прекращении уплаты испанскими подданными вестготского короля подати в Равенну, а взамен этого остготскими были официально признаны земли юго-восточной Галлии от Роны до Альп (Прованс). В своё время в Испании оказалось довольно большое количество остготов (видимо, в качестве воинов и чиновников), многие из которых женились на вестготках. После смерти Теодориха часть остготов, находившихся в Испании, вернулась в Италию, но часть пожелала остаться.

#### Меры по сближению с римским населением Испании
Став самостоятельным королём, Амаларих пытался продолжить политику деда как внутри страны, так и в отношениях с франками. Как и Теодорих, молодой Амаларих пытался установить хорошие отношения с местным населением. С его разрешения в 527 году в Толедо был созван собор ортодоксально-никейской церкви, и его участники благодарили за это «господина и славного короля Амалариха». Другим проявлением этой политики явилось назначение в 529 году некого Стефана префектом Испании. Во время существования Римской империи префект претория официально являлся высшим чиновником, и недаром Зосим говорит, что эта должность считалась второй после скипетра. Он осуществлял общее руководство чуть ли не всеми сторонами гражданской жизни, в том числе судопроизводством и сбором налогов.
Его назначение свидетельствует о стремлении Амалариха иметь около себя фигуру, которая представляла бы интересы местного населения. С другой стороны, назначение префекта Испании отметало всякие возможные претензии назначаемого остготским королём префекта Галлии на какую-либо власть в Испании. Характерно, что это назначение произошло не сразу после реального вступления Амалариха на трон, а только через три года. Возможно, к этому времени и сам Амаларих счёл себя достаточно укрепившимся на своём троне, и была выработана политика по отношению к испано-римской аристократии.

#### Женитьба на Хлодехильде
Смерть Теодориха не только освободила Амалариха от опекунства деда, но и лишила его защиты мощного остготского короля. Осознавая, что не следует больше ожидать помощи из Равенны, он стремился к налаживанию союзнических отношений со своими опаснейшими противниками, франками. Хотя после смерти Хлодвига I Франкское королевство было разделено между его четырьмя сыновьями, которые не ладили друг с другом, оно всё же представляло грозную силу. К тому же франки не успокоились на захвате Аквитании и стремились к выходу к Средиземному морю. Да и вестготы не оставляли надежды вернуть себе потерянные галльские владения. Недаром Амаларих избрал своей резиденцией Нарбонну. Видимо, сначала Амаларих надеялся на мирное решение, и с этой целью он попросил у сыновей Хлодвига руку их сестры Хлодехильды (Клотильды). Те, по-видимому, в тот момент тоже склонялись к мирному решению, в результате чего брак был заключён.

#### Разлад в семействе короля
Однако политика Амалариха оказалась неудачной. Появление Хлодехильды при королевском дворе вызвало враждебную реакцию в среде вестготской арианской знати. Арианство считалось «готской верой», и появление рядом с королём королевы, придерживавшейся ортодоксально-никейской веры, могло рассматриваться как угроза готской власти над ортодоксальным населением Испании. Вероятно, под давлением своего окружения и сам Амаларих занял враждебную позицию по отношению к своей жене. Этим он предоставил её брату Хильдеберту повод к нападению. Григорий Турский пишет: «Часто, когда она шла в святую церковь, он приказывал бросать в неё навоз и различные нечистоты и, наконец, говорят, он так её жестоко избил, что она переслала брату платок, пропитанный её кровью». О том, что Амаларих недостойно обращался со своей женой, не позволял ей совершать привычные обряды и что из-за этого вспыхнула война между готами и франками, пишет и Прокопий Кесарийский. Однако, как кажется, положение ортодоксально-никейской церкви при Амаларихе было довольно благоприятным. То, что Амаларих с неодобрением относился к вероисповеданию своей жены Хлодехильды, никак не отразилось на ортодоксах. Стремление Алариха II к образованию отдельной вестготской церкви также не нашло продолжения в политике его преемников.

#### Война с франками. Гибель Амалариха
Хильдеберт решил отомстить за сестру. Война началась в 531 году. Франки, вероятно, рассчитывали найти в Испании такую же поддержку местного ортодоксально-никейского населения, как и в Аквитании 24 года назад. Едва ли случайно, что именно в этом году был смещён со своего поста префект Стефан. Он мог стать (а может быть, и стал) центром объединения ортодоксальных и, следовательно, профранкских кругов испано-римской аристократии. Этим актом Амаларих явно укреплял свой тыл в условиях начавшейся войны. Больше ни о каких префектах Испании мы не слышим. Смещение Стефана официально было произведено на соборе, созванном в Жироне.
Хильдеберт предпринял поход в Септиманию (южная часть Галлии) и разбил вестготов в сражении под Нарбонной. Амаларих бежал в Барселону. Там он и был убит. Существуют различные сообщения о его гибели. По сообщению Сарагосской хроники, Амалариха убил франк по имени Бессон. Возможно, это был дружинник франкской супруги Амалариха. Согласно же Исидору Севильскому, презираемый всеми, он был убит собственными воинами. Григорий Турский изображает дело так: убийство было совершено неизвестным франком непосредственно после битвы при Нарбонне. Амаларих пытался бежать, но в последний момент, вспомнив об оставленных драгоценностях, вернулся в город, а войско Хильдеберта отрезало ему путь в порт, и вестготский король был убит франкским копьём раньше, чем сумел добежать до церкви, в которой хотел укрыться.
Хильдеберт I забрал сестру и её богатое приданое, но по дороге на родину Хлодехильда неизвестно от чего умерла. В результате этого похода Хильдеберт получил некоторые вестготские земли в Южной Галлии. Обычно речь шла о Родезе, но, как кажется, тогда же франкскими стали и некоторые другие земли, так как Прокопий говорит о всеобщем исходе вестготов из потерянных областей. На них осталась лишь незначительная часть низшего слоя вестготского общества.
Амаларих не имел сыновей. Ничего неизвестно и о каких-либо его родственниках. С его гибелью исчез королевский род Балтов. Это привело к мятежам и убийствам королей в последующей истории вестготского народа, ибо с этого момента каждый знатный гот считал себя вправе занять престол.